# کی‌کلا
کی‌کلا، روستایی از توابع بخش چهاردانگه شهرستان ساری در استان مازندران ایران است.

## جمعیت
این روستا در دهستان چهاردانگه قرار داشته و براساس آخرین سرشماری مرکز آمار ایران که در سال ۱۳۸۵ صورت گرفته، جمعیت آن ۵۹نفر (۱۸خانوار) بوده‌است.